# Don't need to say good bye
「Don't need to say good bye」（ドント ニード トゥ セイ グッド バイ）は、日本の歌手・鈴木あみの10枚目のシングル。2000年1月26日にTRUE KiSS DiSCよりリリースされた。

## 概要
シングルのテーマは「卒業」。2週間後に発売を控えたアルバムの先行シングルながらも累計35万枚以上売り上げたが、サザンオールスターズ「TSUNAMI」、モーニング娘。「恋のダンスサイト」、椎名林檎「ギブス」「罪と罰」と発売日が重なってチャート激戦を繰り広げたため、5位に留まった。

## 収録曲
Mix：Mike Butler
1. Don't need to say good bye
作詞：鈴木あみ・小室哲哉・小室みつ子／作曲・編曲：小室哲哉
アサヒ飲料『バヤリース純粋仕立てグレープフルーツ』CMソング
2. My wish -If you wanna be with me-
作詞：鈴木あみ・小室哲哉／作曲・編曲：小室哲哉
財団法人省エネルギーセンター『冬季キャンペーン』CMソング
3. Don't need to say good bye(Instrumental)